# Рукомет на Летњим олимпијским играма 2012 — квалификације жене
Квалификације за женски рукометни турнир на Олимпијским играма 2012. одржане су у периоду између децембра 2010. и маја 2012. Право наступа на ОИ обезбедило је 12 репрезентација.

## Квалификоване репрезентације
|                             | Датум                | Турнир            | Квота | Квалификовани |
| --------------------------- | -------------------- | ----------------- | ----- | ------------- |
| Домаћин                     |                      |                   | 1     | УК            |
| Европско првенство 2010.    | 7-19. децембар 2010. | Данска & Норвешка | 1     | Шведска       |
| Азијске квалификације 2011. | 12-21. октобар 2011. | Кина              | 1     | Јужна Кореја  |
| Панамеричке игре 2011.      | 15-23. октобар 2011. | Мексико           | 1     | Бразил        |
| Светско првенство 2011.     | 2-18. децембар 2011. | Бразил            | 1     | Норвешка      |
| Афричко првенство 2012.     | 10-21. јануар 2012.  | Мароко            | 1     | Алжир         |
| Светске квалификације #1    | 25-27. мај 2012.     | Француска         | 2     |               |
| Светске квалификације #2    | May 25 – 27, 2012    | Шпанија           | 2     |               |
| Светске квалификације #3    | May 25 – 27, 2012    | Данска            | 2     |               |
| Укупно                      |                      |                   | 12    |               |

| Легенда                                                                 |
| ----------------------------------------------------------------------- |
| Репрезентације квалификоване за Олимпијске игре 2012.                   |
| Екипе које су преко светског првенства обезбедиле додатне квалификације |
| Екипе које су обезбедиле квалификације преко континенталних турнира     |

## Светско првенство
Напомене: 
- Шест најбоље пласираних екипа са светскг првенства које нису обезбедиле додатне квалификације пласирале су се на светске квалификације. Победник је обезбедио директан пласман на игре.
- Неке од екипа су квалификације обезбедиле раније на континенталним турнирима.

| #   | Репрезентација  |
| --- | --------------- |
|     | Норвешка        |
|     | Француска       |
|     | Шпанија         |
| 4.  | Данска          |
| 5.  | Бразил          |
| 6.  | Русија          |
| 7.  | Хрватска        |
| 8.  | Ангола          |
| 9.  | Шведска         |
| 10. | Црна Гора       |
| 11. | Јужна Кореја    |
| 12. | Исланд          |
| 13. | Румунија        |
| 14. | Јапан           |
| 15. | Холандија       |
| 16. | Обала Слоноваче |
| 17. | Немачка         |
| 18. | Тунис           |
| 19. | Казахстан       |
| 20. | Уругвај         |
| 21. | Кина            |
| 22. | Куба            |
| 23. | Аргентина       |
| 24. | Аустралија      |

## Континенталне квалификације

### Европа (први континент по ренкингу)
Напомене: 
- Пошто је Норвешка актуелни европски и светски првак, репрезентација Шведске је аутоматски као другопласирана на овом такмичењу обезбедила директан пласман на игре.
- Румунија и Црна Гора (или Холандија) су обезбедиле пласман на светске квалификације као две најбоље селекције првенства без остварене квалификационе норме.
- Уколико селекција Анголе постане афрички првак, Црна Гора ће у квалификација наступити као седма репрезентација са светског првенства док би Холандија добила додатну шансу у квалификацијама као трећи тим из Европе.

| #   | Репрезентација |
| --- | -------------- |
|     | Норвешка       |
|     | Шведска        |
|     | Румунија       |
| 4.  | Данска         |
| 5.  | Француска      |
| 6.  | Црна Гора      |
| 7.  | Русија         |
| 8.  | Холандија      |
| 9.  | Хрватска       |
| 10. | Мађарска       |
| 11. | Шпанија        |
| 12. | Украјина       |
| 13. | Немачка        |
| 14. | Србија         |
| 15. | Исланд         |
| 16. | Словенија      |

### Америка (други континент по ренкингу)
- Континенталне квалификације су одржане у оквиру панамеричких игара 2011. Победник турнира обезбедио је директан пласман, а следеће две репрезентације квалификације.

| #  | Репрезентација         |
| -- | ---------------------- |
|    | Бразил                 |
|    | Аргентина              |
|    | Доминиканска Република |
| 4. | Мексико                |
| 5. | Чиле                   |
| 6. | Порторико              |
| 7. | Уругвај                |
| 8. | Сједињене Државе       |

### Африка (трећи континент по ренкингу)
- Победник ће обезбедити директан пласман на игре, а другопласирана селекција шансу у квалификацијама.

| Rank | Team            |
| ---- | --------------- |
|      | Ангола          |
|      | Тунис           |
|      | ДР Конго        |
| 4.   | Алжир           |
| 5.   | Камерун         |
| 6.   | Конго           |
| 7.   | Обала Слоноваче |
| 8.   | Сенегал         |
| 9.   | Египат          |
| 10.  | Мароко          |

### Азија (четврти континент по ренкингу)
- Победник се директно пласирао на игре, а другопласирана селекција у квалификације.

| #  | Репрезентација | Ут. | Поб | Н | Пор | Г+  | Г-  | ГР   | Бод |
| -- | -------------- | --- | --- | - | --- | --- | --- | ---- | --- |
|    | Јужна Кореја   | 5   | 5   | 0 | 0   | 183 | 104 | +79  | 10  |
|    | Јапан          | 5   | 4   | 0 | 1   | 160 | 109 | +51  | 8   |
|    | Кина           | 5   | 3   | 0 | 2   | 131 | 110 | +21  | 6   |
| 4. | Северна Кореја | 5   | 1   | 1 | 3   | 133 | 134 | −1   | 3   |
| 5. | Казахстан      | 5   | 1   | 1 | 3   | 119 | 127 | −8   | 3   |
| 6. | Туркменистан   | 5   | 0   | 0 | 5   | 48  | 190 | −142 | 0   |

## ИХФ Светске квалификације
| Квалификациони турнир #1 | Квалификациони турнир #2 | Квалификациони турнир #3 |
| --- | --- | --- |
| - 2. са СП : · Француска - 7. са СП : · Црна Гора - 2. са континента 1 (3. место са ЕП) : · Румунија - 2. са континента 4. (2. место из Азије) : · Јапан | - 3. са СП : · Шпанија - 6. са СП : · Хрватска - 2. са континента 2 (2. у Америци) : · Аргентина - 3. са континента 1 (6. или 8. са ЕП) : · Холандија | - 4. са СП : · Данска - 5. са СП : · Русија - 2. са континента 3. (2. место Африка) : · Тунис - 3. са континента 2. (3. из Америке) : · Доминиканска Република |

Напомене :
- Континенти су рангирани према укупном успеху на СП 2011.
- Селекцији из Океанијске зоне пласман до 12 места би донео квалификације у групи 3. Пошто је Аустралија завршила на последњем 24. месту на СП уместо ње шансу је добила трећепласирана селекција са континента 2 - то је Доминиканска Република.